# Vriesea serrana
Vriesea serrana là một loài thuộc chi Vriesea. Đây là loài đặc hữu của Brasil.